# رمنیکو ولچا
شهر رمنیکو ولچا (به رومانیایی: Râmnicu Vâlcea) در رمنیکو ولچا در کشور رومانی واقع شده‌است. جمعیت این شهر ۱۰۷٬۶۵۶ نفر است. در ارتفاع ۲۵۰ متر از سطح دریا واقع شده‌است.